# Пинквошинг
Пинквошинг (англ. pinkwashing: от pink — «розовый» и whitewashing — «отбеливание») — пиар-стратегия компаний, правительств, организаций, политических и социальных активистов, заключающаяся в подчёркнуто позитивном отношении к ЛГБТ с целью отвлечь внимание от других, негативных аспектов их деятельности. Термин был первоначально разработан организациями по борьбе с раком молочной железы, для выявления компаний, которые утверждали, что помогают больным женщинам, в то время как они фактически извлекали выгоду из их болезни.

## Политические примеры

### США
Как указывает Омар Г. Энкарнасьон, профессор политических исследований в Бард-колледже, циничные обвинения в пинквошинге в адрес администрации Обамы выдвигаются в эпоху президента Трампа в связи с тем, что отстаивание прав ЛГБТ будто бы применялось при Обаме для того, чтобы отвлечь внимание от депортации миллионов нелегальных иммигрантов и неспособности привлечь к ответственности тех, кто во времена президента Буша нарушал права человека в ходе войны с терроризмом.

### Великобритания
Журналистка-феминистка Лори Пенни в статье под названием «Не настолько гомофобны, как Россия? За это не вешают себе медаль» (англ. Less homophobic than Russia? It's not something to give yourself a medal for) указывает, что политики, критиковавшие «российскую государственную гомофобию» (англ. Russian state homophobia), не обращают внимания на поведение британских пограничников, задающих бестактные (по её мнению) вопросы желающим иммигрировать в Великобританию бисексуалам, и полагает, что такие двойные стандарты являются проявлением пинквошинга.

### Сербия
Среди аналитиков в Сербии часто возникает вопрос, является ли поддержка проведения гей-парада реальной правительственной политикой или формальным выполнением критериев ЕС. Причиной такой позиции является постепенных отказ государственных учреждений и политиков от обеспечения защиты прав ЛГБТ.
Случай пинквошинга также был зафиксирован в конце 2010 года, когда на конгрессе социалистической партии гей-активист Борис Миличевич был избран членом Главного совета на съезде Социалистической партии Сербии. Этот акт в ближайшие годы не сопровождался заметным увеличением участия других ЛГБТ-активистов и активистов в партийной жизни в Сербии, и, в частности, в отношении политики социалистов. Исходя из этого, партию обвинили в том, что решение съезда было стратегическим шагом в попытке изменить негативный международный имидж этой партии в целях вступления в Социалистический интернационал.

### Израиль
Ряд журналистов и экспертов[уточнить] утверждает, что положение ЛГБТ в Израиле идеализировано, в то время как их положение на палестинских территориях выставляется в самом худшем свете. Сара Шульман, писатель и профессор Городского университета Нью-Йорка, утверждает, что израильские власти использует идею о том, что Израиль дружелюбен к ЛГБТ-сообществу, чтобы продвигать общественное мнение об Израиле как о «современной демократии», «безопасной и надежной для инвестиций стране» и «солнечном туристическом курорте». Джозеф Масад, доцент кафедры современной арабской политики и интеллектуальной истории Колумбийского университета, писал, что израильское правительство якобы приукрашивает ситуацию с правами ЛГБТ для того, чтобы противопоставить её международному осуждению за нарушение прав палестинского народа. По мнению Алана Дершовица, кампания по обвинению Государства Израиль в пинквошинге — обычное проявление антисемитизма, приписывающего любым, даже самым лучшим поступкам евреев обязательно дурные мотивы. Ряд журналистов назвали обвинения Израиля в пинквошинге теорией заговора. Наоборот, темы, связанные с нарушением прав ЛГБТ в Газе сторонниками пинквошинга всячески преуменьшается и пренебрегаются под предлогами обвинения в расизме.
В декабре 2024 года под давлением пропалестинских сторонников пинквошинга, на международном кинофестивале в Бельгии был отменён показ французского документального фильма La Belle de Gaza о трансгендерной женщине из Газы, которая пробежала пешком 70 километров до израильской границы, спасаясь от преследования со стороны ХАМАС.

## Экономические примеры
Из-за пинквошинга британская нефтяная компания BP также подверглась критике за попытку восстановить свой имидж, запустив кампанию по найму ЛГБТ-работников сразу после разлива нефти в Мексиканском заливе.
В 2019 году несколько компаний, которые ранее заявляли о своей поддержке ЛГБТ, включая Mariot International, Delta Airlines, UnitedHelt Group, Morgan Stanley, были подвергнуты критике за спонсирование мероприятий в честь президента Бразилии Жаира Болсонару, который назвал себя «гордым гомофобом».

## Интерсекс-движение
В июне 2016 года правозащитная организация Intersex Human Rights Australia указала на противоречивые заявления австралийских политиков, исходя из которых, достоинство и права ЛГБТ и интерсекс-людей признаются, однако в то время вредоносные «нормализующие» операции в отношении интерсекс-детей продолжается.
В августе 2016 года правозащитная организация Zwischengeschlecht описала действия по продвижению законов о равенстве или гражданском статусе без законов по запрету «нормализующих» операций на интерсекс-детях, как форму пинквошинга. Организация ранее подчеркивала уклончивые заявления правительства в докладах ООН, которые объединяет вопросы интерсекс-людей, трансгендерных людей и ЛГБТ, вместо того, чтобы решать вопросы о вредоносных практиках на интерсекс-детей.